# Zuheir Mohsen
Zuheir Mohsen (arabe : زهير محسن), né en 1936 à Tulkarem et mort le 25 juillet 1979 à Cannes, est un dirigeant palestinien d'As-Saiqa lié à la branche pro-syrienne du Parti Baas, et un chef éminent de l'Organisation de libération de la Palestine (OLP) entre 1971 et 1979.
Auparavant actif dans l'aile jordanienne du parti Baas, il a été choisi pour ce poste après la prise de pouvoir du ministre de la Défense Hafez al-Assad en 1969-1970 en Syrie, qu'il avait soutenu contre le gouvernement auparavant dominant de Salah Jadid. Mohsen était également membre du commandement national du parti Baas.

## Début de la vie
Mohsen est né à Tulkarem, en Palestine mandataire, aujourd'hui au nord de la Cisjordanie, où son père était le mukhtar (chef de la ville). Il s'est impliqué dans l'activité politique dès son plus jeune âge, rejoignant le parti Baas à l'âge de 17 ans. Mohsen a suivi une formation d'enseignant mais a perdu son emploi en 1957 après avoir été arrêté pour « activité subversive ». Il a ensuite passé du temps au Qatar, d'où il a finalement été expulsé en raison de ses activités politiques, avant de se rendre à Damas où il a contribué à la formation d'as-Saiqa.
Mohsen a accédé au poste de chef d'as-Saiqa grâce à ses liens étroits avec Assad, qui, après avoir pris le pouvoir en Syrie, a purgé le mouvement de ses éléments pro-Jadid (le rapprochant idéologiquement du Fatah) et a nommé Mohsen comme secrétaire général.

## Opinions politiques
Mohsen a essentiellement suivi la ligne de l'idéologie baasiste syrienne d'As-Sa'iqa, qui interprétait la question palestinienne dans une perspective de nationalisme panarabe et donc que la Palestine devait faire partie de la future grande nation arabe. À certains égards, cela contrevenait à la charte de l’OLP, qui affirmait l’existence d’un futur État palestinien.
Dans un interview donnée au journal néerlandais Trouw, en date du 31 mars 1977 déclarait « Le peuple palestinien n’existe pas. Il n’y a pas de différences entre les Jordaniens, les Palestiniens, les Syriens et le Libanais. Nous ne sommes qu’un seul peuple, la nation Arabe… »
Le journaliste Robert Fisk a affirmé qu'As-Saiqa, sous Mohsen, avait employé son énergie contre l'OLP déclarant qu'en juin 1976, il avait vu « l'OLP en combat ouvert dans l'ouest de Beyrouth contre As-Saiqa, qui avait attaqué les forces d'Arafat sur ordre de Damas. »

## Assassinat
Mohsen a été tué par balle dans la tête alors qu'il quittait un casino de Cannes le 27 juillet 1979 et se dirigeait vers l'appartement. Bien que l'attaque ait été imputée par diverses sources au Mossad, aux Palestiniens pro-Arafat et à l'Égypte, les hommes armés n'ont pas été identifiés au début. En 2018, Ronen Bergman a écrit qu'il s'agissait du premier assassinat perpétré par un nouveau syndicat de combat israélien, appelé « La Nouvelle Baïonnette ». D'après Bergman ; « Le Mossad a considéré cette attaque comme un succès. » Yasser Arafat et Hafez al-Assad ont assisté à ses funérailles à Damas le 29 juillet. Il a d'abord été remplacé à la tête d'As-Saiqa par Sami Attari.